# Archer Martin
Archer John Porter Martin (London, 1910. március 1. – Llangarron, 2002. július 28.) brit kémikus. 1952-ben kémiai Nobel-díjjal tüntették ki, Richard Synge tudóstársával megosztva, „a megoszlásos kromatográfia kifejlesztéséért”.

## Életrajz
Archer John Porter Martin 1910. március 1-jén született Londonban, ahol apja általános orvos volt. 1921-től 1929-ig a Bedford Schoolban tanult, majd 1932-ben a Cambridge-i Egyetemre került, ahol diplomát szerzett. A Fizikai–Kémiai Laboratóriumban eltöltött egy év után a Dunn Táplálkozástudományi Laboratóriumban kapott állást, ahol L. J. Harris és Sir Charles Martin mellett dolgozott, majd 1938-ban a leeds-i Gyapjúipari Kutatási Társasághoz került. 1946-tól 1948-ig a nottinghami Boots Pure Drug Company kutatási részlegének biokémiai osztályának vezetője volt, majd 1948-ban az Orvosi Kutatási Tanács munkatársa lett, először a Lister Intézetben, majd a Nemzeti Orvosi Kutatóintézetben. 1952-ben kinevezték az intézet fizikai–kémiai osztályának vezetőjévé, 1956-tól 1959-ig pedig kémiai tanácsadó volt. 1959-ben az Abbotsbury Laboratories Ltd. igazgatójává vált.
1943-ban feleségül vette Judith Bagenalt; egy fiuk és három lányuk született.